# Обозненко, Дмитрий Георгиевич
Дмитрий Георгиевич Обозненко (10 июля 1930, Ленинград, СССР — 19 июня 2002, Санкт-Петербург, Российская Федерация) — советский и российский живописец, график, Заслуженный художник РСФСР (1978), член Санкт-Петербургского Союза художников (до 1992 года — Ленинградской организации Союза художников РСФСР).

## Биография
Родился 10 июля 1930 года в Ленинграде. Учился в Средней художественной школе. В 1951 поступил на первый курс живописного отделения Ленинградского института живописи, скульптуры и архитектуры имени И. Е. Репина. Занимался у педагогов Владимира Горба, Валерия Пименова, Виталия Вальцева, Рудольфа Френца.
В 1957 Обозненко окончил институт по мастерской профессора Иосифа Серебряного. Дипломная работа — картина «Соловьи», посвящённая солдатам Великой Отечественной войны. В этом же году картина экспонировалась на Всесоюзной художественной выставке в Москве. В одном выпуске с Обозненко институт окончили Илья Глазунов, Иван Варичев, Галина Румянцева, Злата Бызова, Елена Горохова, Владимир Малевский и другие молодые художники, ставшие впоследствии известными живописцами. В этом же году Обозненко был принят в члены Ленинградского Союза художников.
С 1957 участвовал в выставках, экспонируя свои работы вместе с произведениями ведущих мастеров изобразительного искусства Ленинграда. Писал портреты, жанровые и батальные композиции, пейзажи, этюды с натуры. Занимался сатирической графикой, с 1957 по 1990 — активный участник творческого объединения художников и поэтов-сатириков «Боевой карандаш», автор многочисленных сатирических плакатов. Работал в технике масляной и темперной живописи, рисунка. Основные произведения, принёсшие признание художнику, посвящены теме Великой Отечественной войны, образу русского солдата, нравственной победе в противостоянии жестокости и злу. Среди произведений, созданных художником, картины «В саду» (1957), «Девочка в шляпе» (1958), «Пристань в Кижах», «На баррикадах» (обе 1960), «Кижи», «Забастовка» (обе 1961), «Ива цветёт», «Лес пробуждается» (все 1963), «Зима», «Кровавое воскресенье. 9 января 1905 года» (обе 1964), «Март», «Серый день» (обе 1963), «Лето 1941 года» (1967), «Юная кхмерка» (1970), «Победа!» (1972), «Золотой лес» (1972), «Поединок», «Пал смертью храбрых» (обе 1975), «Летний сад», «Командир» (обе 1977), «22 июня 1941 года», «Портрет Тани Гореловой» (обе 1980), «Ночной звонок» (1991) и другие.
В 1978 году Д. Г. Обозненко был удостоен почётного звания Заслуженный художник РСФСР. В 1989—1992 годах работы художника с успехом были представлены на выставках и аукционах русской живописи L' Ecole de Leningrad во Франции.
Скончался 19 июня 2002 года в Санкт-Петербурге на 72-м году жизни.
Произведения Д. Г. Обозненко находятся в Государственном Русском музее, Государственной Третьяковской галерее, в музеях и частных собраниях в России, Германии, Великобритании, Франции, США, Италии и других странах.
Единственный сын Д. Г. Обозненко — известный художник Иван Ефимович Славинский (фамилия и отчество по отчиму).

## Выставки
- 1957 год (Ленинград): 1917 - 1957. Выставка произведений ленинградских художников.
- 1957 год (Москва): Всесоюзная художественная выставка, посвящённая 40-летию Великой Октябрьской социалистической революции.
- 1958 год (Ленинград): Осенняя выставка произведений ленинградских художников.
- 1960 год (Ленинград): Выставка произведений ленинградских художников 1960 года.
- 1960 год (Ленинград): Выставка произведений ленинградских художников.
- 1960 год (Москва): Советская Россия. Республиканская художественная выставка.
- 1961 год (Ленинград): Выставка произведений ленинградских художников 1961 года.
- 1962 год (Ленинград): Осенняя выставка произведений ленинградских художников, с участием Петра Альберти, Евгении Антиповой, Таисии Афониной, Всеволода Баженова, Николая Баскакова, Ивана Варичева, Валерия Ватенина, Ростислава Вовкушевского, Николая Галахова, Владимира Горба, Алексея Еремина, Энгельса Козлова, Бориса Корнеева, Александра Коровякова, Бориса Лавренко, Ивана Лавского, Валерии Лариной, Олега Ломакина, Гавриила Малыша, Евсея Моисеенко, Николая Мухо, Петра Назарова, Веры Назиной, Михаила Натаревича, Дмитрия Обозненко, Владимира Овчинникова, Льва Орехова, Сергея Осипова, Николая Позднеева, Галины Румянцевой, Глеба Савинова, Александра Семенова, Арсения Семенова, Елены Скуинь, Александра Столбова, Александра Татаренко, Виктора Тетерина, Николая Тимкова, Михаила Труфанова, Юрия Тулина,  Надежды Штейнмиллери других ленинградских живописцев.
- 1964 год (Ленинград): Ленинград. Зональная выставка.
- 1965 год (Ленинград): Весенняя выставка произведений ленинградских художников.
- 1965 год (Москва): Советская Россия. Вторая Республиканская художественная выставка.
- 1967 год (Москва): Советская Россия. Третья Республиканская художественная выставка.
- 1970 год (Ленинград): Выставка произведений ленинградских художников, посвящённая 25-летию победы над фашистской Германией.
- 1972 год (Ленинград): Наш современник. Вторая выставка произведений ленинградских художников.
- 1972 год (Ленинград): По Родной стране.  Выставка произведений ленинградских художников.
- 1973 год (Ленинград): Наш современник. Третья выставка произведений ленинградских художников.
- 1974 год (Ленинград): Весенняя выставка произведений ленинградских художников.
- 1975 год (Ленинград): Наш современник. Зональная выставка произведений ленинградских художников.
- 1975 год (Москва): Советская Россия. Пятая республиканская выставка.
- 1976 год (Москва): Изобразительное искусство Ленинграда.
- 1977 год (Ленинград): Выставка произведений ленинградских художников, посвящённая 60-летию Великого Октября.
- 1978 год (Ленинград): Осенняя выставка произведений ленинградских художников.
- 1980 год (Ленинград): Зональная выставка произведений ленинградских художников.
- 1994 год (Петербург): Ленинградские художники. Живопись 1950-1980 годов.
- 1994 год (Петербург): Этюд в творчестве ленинградских художников 1940-1980 годов.
- 1997 год (Петербург): Связь времён. 1932—1997. Художники — члены Санкт-Петербургского Союза художников России.